# Coppa del Mondo Under-18 3x3 2022
La Coppa del Mondo Under-18 3x3 2022 si sono svolti a Debrecen, in Ungheria, si sono svolti dal 23 al 28 agosto 2022.

## Risultati
| Evento           | Oro         | Argento  | Bronzo   |
| Torneo maschile  | Francia     | Serbia   | Lituania |
| Torneo femminile | Stati Uniti | Germania | Spagna   |

## Medagliere
| Posiz. | Nazione     | Oro | Argento | Bronzo | Totale |
| ------ | ----------- | --- | ------- | ------ | ------ |
| 1      | Stati Uniti | 1   | 0       | 0      | 1      |
| 1      | Francia     | 1   | 0       | 0      | 1      |
| 3      | Serbia      | 0   | 1       | 0      | 1      |
| 3      | Germania    | 0   | 1       | 0      | 1      |
| 5      | Spagna      | 0   | 0       | 1      | 1      |
| 5      | Lituania    | 0   | 0       | 1      | 1      |
| Totale | Totale      | 2   | 2       | 2      | 6      |